# Gaetano de Martini
Gaetano de Martini (Benevento, 28 maggio 1840 – Napoli, 9 giugno 1917) è stato un pittore italiano.

## Biografia
Gaetano de Martini seguì studi da ingegnere e non iniziò a dedicarsi alla pittura prima dei vent'anni, frequentando la Scuola di Posillipo del Gigante e del Vianelli a Benevento. Si trasferì a Napoli, specializzandosi nella pittura ad acquarello,  frequentò poi, gli studi di De Vivo e Mancinelli per imparare la pittura di figura. Gli studi subirono una drammatica interruzione nel 1869 per la morte del fratello Raffaele.
Ricominciò a dedicarsi alla pittura nel 1880 sotto l'influenza di Domenico Morelli, sempre a Napoli.

## Elenco delle opere
- Un'ora d'ozio nelle terme (1874);
- Lo schiavo e la padrona (1876);
- Sogno (1877);
- Guardiani dell'harem (1877);
- Italiana a Yeddo (1877);
- Linguaggio dei fiori (1877);
- Trimalcione (1880);
- Ritratto del fratello Raffaele (1880);
- La gitana (1881);
- Patrizi e schiavi romani  (1881);
- Ritratto della sorella Maria (1881);
- Ballata (1882);
- Come chiamar ti deggio? (1883);
- Cuor di fanciulli (1883);
- Ombra (1889);
- Dopo il bagno (1889);
- Mercato dei fiori a Pompei (1893);
- Secondo ritratto della sorella Maria (1895);
- Baiadera (1898);
- L'autoritratto (1900)
- Ritratto di Girolamo De Martini (1902);
- Nel giardino (1911);
- Testa di donna (1912);
- Alla finestra (1912);
- Odalische al bagno (s.d.);
- Orientale con sciabola (s.d.);
- Regina orientale e profeta (s.d.);
- Un profeta al cospetto di una regina (s.d.);
- Donna con tamburo (s.d.);